# Aile en anneau

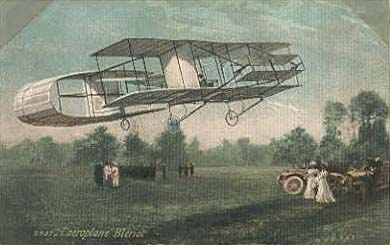
Le Blériot IV

Une aile en anneau (ou aile annulaire) est une aile d'avion (ou d'engin subaquatique) non-plane, de forme circulaire ou annulaire qui englobe le fuselage de l'appareil. 
Il existe aussi des winglets (ailerons en bout d'aile) de forme annulaire. C'est la forme la plus aboutie pour réduire les effets du tourbillon marginal qui est la manifestation principale de la turbulence de sillage générée par un avion, dangereuse pour la circulation aérienne et coûteuse en consommation d'énergie et de kérosène.

## Intérêt
Son principal intérêt est qu'elle présente une traînée aérodynamique réduite par rapport à une configuration classique de performances comparables.
Une aile annulaire a été proposée en remplacement des ailes de planeurs sous-marins pour pouvoir lancer certains engins via un tube lance-torpilles, la solution aile gonflable posant trop de problèmes.

## Inconvénient
La circulation de l'air étant inhomogène sur toute la voilure, elle occasionne toutefois une instabilité en tangage. 

En outre, du point de vue mécanique, la configuration en aile circulaire est fragile.

## Histoire
- La mise en œuvre la plus ancienne d'aile en anneau est le Blériot III construit en 1906 par Louis Blériot et Gabriel Voisin. La voilure consistait en deux ailes annulaires en tandem. Le Blériot IV ultérieur remplaça l'aile annulaire par une voilure principale et un plan canard.

- Le Kitchen Doughnut vola à Chicago en 1911 avec deux ailes en anneau, l'une au-dessus de l'autre.

- Dans les années 1950, le motoriste Snecma développa le Snecma C-450 Coléoptère, un avion monoplace à décollage vertical constitué par une énorme aile annulaire autour du réacteur. Mais après des essais, le concept fut abandonné car l'appareil restait instable et dangereux.

- Le Convair Model 49 AAFSS, et le Flying Bog Seat de Lockheed dans les années 1980 furent de nouvelles tentatives de mise en œuvre.